# کامامبر، اورن
کامامبر، اورن (به فرانسوی: Camembert) یک کمون در فرانسه است که در Canton of Vimoutiers واقع شده‌است.
پنیر معروفِ کامامبر از نام این کمون سرچشمه گرفته‌است.

## خصوصیات
کامامبر ۱۰٫۳ کیلومترمربع مساحت و ۱۹۶ نفر جمعیت دارد و ۱۳۷ متر بالاتر از سطح دریا واقع شده‌است.